# Marsdenia tonkinensis
Marsdenia tonkinensis är en oleanderväxtart som beskrevs av Julien Noël Costantin. Marsdenia tonkinensis ingår i släktet Marsdenia och familjen oleanderväxter. Inga underarter finns listade i Catalogue of Life.